# Tipula nubleana
Tipula nubleana är en tvåvingeart som beskrevs av Alexander 1969. Tipula nubleana ingår i släktet Tipula och familjen storharkrankar. Inga underarter finns listade i Catalogue of Life.